# ジョニー・リード

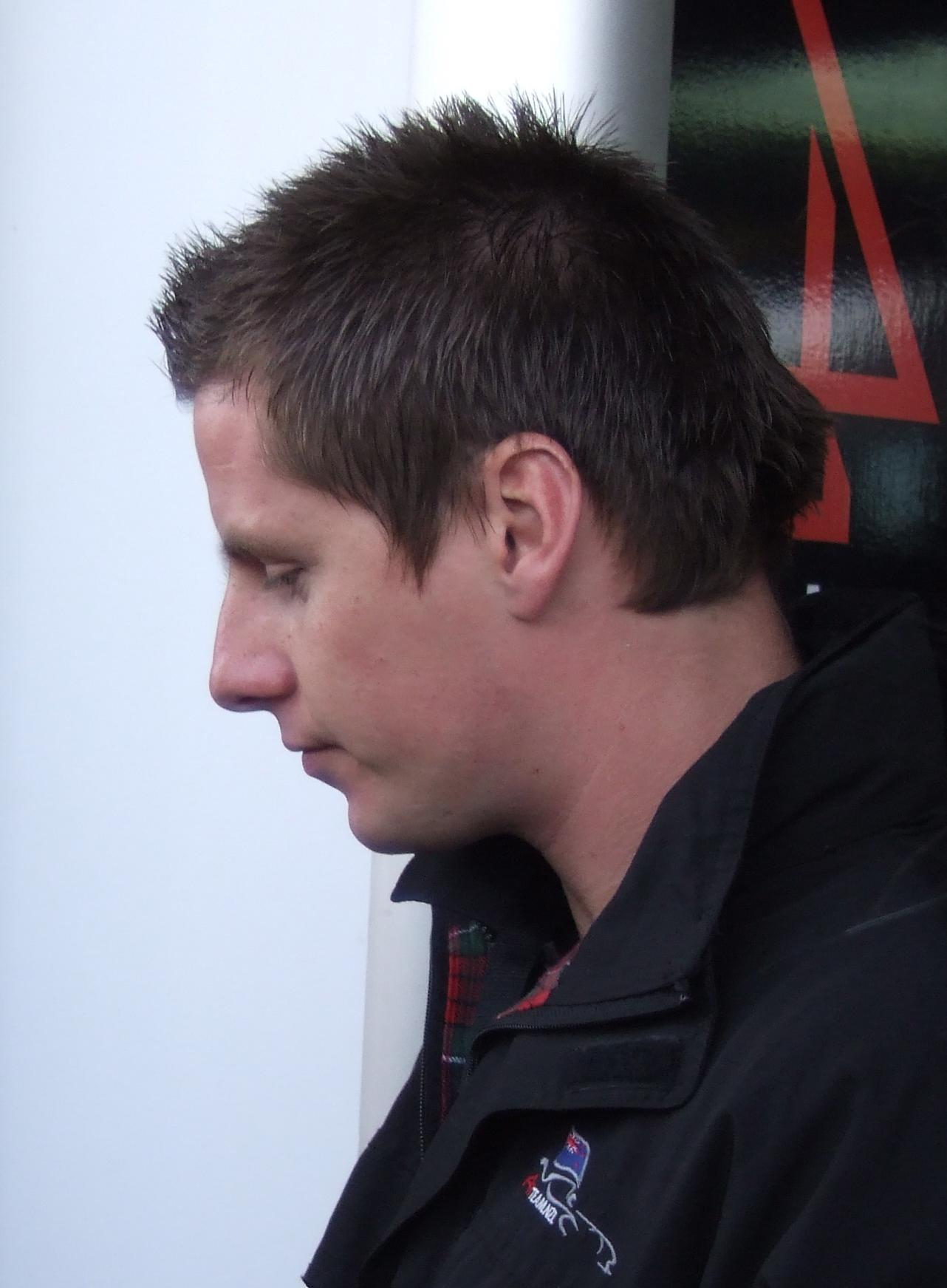
ジョニー・リード

ジョニー・リード（Jonny Reid、1983年10月18日 - ）は、ニュージーランドのレーシングドライバーである。

## プロフィール
- 身長：174cm
- 体重：66kg
- 血液型：RH+A

8歳でカートを始めて以来母国内で頭角を現す。2001年には4輪レースにも進出し、ニュージーランド・フォーミュラ・フォードでデビューした。2002年～2002年、同シリーズのタイトル獲得。2003年はオーストラリアF4000に参戦し、全戦ファステストラップをマークしシリーズ2位。翌2004年はユーロ3000選手権にステップアップし1勝を挙げシリーズ4位。
2005年にINGINGから全日本F3選手権に参戦した。第17戦MINEサーキットで初優勝しシリーズ8位の成績を残した。2006年当初はINGINGからフォーミュラ・ニッポンにステップアップを目指すも資金不足のため叶わず、同チームから全日本F3選手権参戦を継続し、シリーズ8位。2007年、トムスからフォーミュラ・ニッポンに参戦することが決定していたが、開幕直前にシートを喪失（代役は荒聖治）。また、2005年から2008年までA1グランプリに参戦していた。

## レース戦績
- 1999年 - ニュージーランドカート選手権ICAクラス
- 2000年 - ニュージーランドカート選手権FAクラス
- 2001年 - ニュージーランド・フォーミュラ・フォード
- 2002年 - ニュージーランド・フォーミュラ・フォード（シリーズチャンピオン）
- 2003年
  - ニュージーランド・フォーミュラ・フォード（シリーズチャンピオン）
  - オーストラリアF4000（シリーズ2位）
- 2004年 - ユーロ3000シリーズ（シリーズ4位・1勝）
- 2005年
  - 全日本F3選手権（INGING MOTORSPORT #5 INGING F107／DOME F107 3S-GE）（シリーズ8位・1勝）
  - 2005-2006年A1グランプリ（LOLA ZA1348）（A1チーム・ニュージーランド　シリーズ4位）*
- 2006年
  - 全日本F3選手権（INGING MOTORSPORT  #3 INGING F306／ダラーラF306 3S-GE）（シリーズ8位）
  - 2006-2007年A1グランプリ（LOLA ZA1348）（A1チーム・ニュージーランド　シリーズ2位）*
- 2007年 - 2007-2008年A1グランプリ（LOLA ZA1348）（A1チーム・ニュージーランド　シリーズ2位）
- 2008年 - インディ・ライツ（シリーズ22位）

*2005-06年、2006-07年シーズンはマット・ハリデイの成績も含む。